# Pekka Kuvaja
Armas Petter „Pekka“ Kuvaja  (* 15. Juni 1921 in Heinävesi; † 21. November 2003 in Tampere) war ein finnischer Skilangläufer.
Kuvaja errang bei den Olympischen Winterspielen 1948 in St. Moritz den siebten Platz über 50 km und bei den Weltmeisterschaften 1950 in Lake Placid den achten Platz über 50 km. Im März 1950 belegte er bei den Lahti Ski Games den zweiten Platz über 50 km. In den Jahren 1951 und 1952 kam er beim Wasalauf jeweils auf den zweiten Platz. Bei den Olympischen Winterspielen 1952 in Oslo lief er auf den neunten Platz über 50 km. Im Jahr 1954 gewann er als erster Nichtschwede den Wasalauf. Bei finnischen Meisterschaften siegte er im Jahr 1949 mit der Staffel von Jämsänkosken Ilves. Sein Sohn ist der ehemalige nordische Kombinierer Jukka Kuvaja.